# Melanitis depicta
Melanitis depicta är en fjärilsart som beskrevs av Hans Fruhstorfer 1908. Melanitis depicta ingår i släktet Melanitis och familjen praktfjärilar. Inga underarter finns listade i Catalogue of Life.